# Крофорд (Техас)
Крофорд (англ. Crawford) — місто (англ. town) в США, в окрузі Макленнан штату Техас. Населення — 887 осіб (2020).

## Географія
Крофорд розташований за координатами 31°32′16″ пн. ш. 97°26′34″ зх. д. / 31.53778° пн. ш. 97.44278° зх. д. (31.537693, -97.442875).  За даними Бюро перепису населення США в 2010 році місто мало площу 2,43 км², уся площа — суходіл.

## Демографія
Згідно з переписом 2010 року, у місті мешкало 717 осіб у 269 домогосподарствах у складі 198 родин. Густота населення становила 296 осіб/км².  Було 297 помешкань (122/км²).
Расовий склад населення:
| - 90,5 % — білих - 4,3 % — чорних або афроамериканців - 0,4 % — корінних американців - 2,4 % — осіб інших рас |

До двох чи більше рас належало 2,4 %. Частка іспаномовних становила 7,9 % від усіх жителів.
За віковим діапазоном населення розподілялося таким чином: 27,6 % — особи молодші 18 років, 58,3 % — особи у віці 18—64 років, 14,1 % — особи у віці 65 років та старші. Медіана віку мешканця становила 38,3 року. На 100 осіб жіночої статі у місті припадало 94,3 чоловіків;  на 100 жінок у віці від 18 років та старших — 91,5 чоловіків також старших 18 років.
Середній дохід на одне домашнє господарство  становив 59 828 доларів США (медіана — 55 536), а середній дохід на одну сім'ю — 72 106 доларів (медіана — 59 922). За межею бідності перебувало 18,5 % осіб, у тому числі 31,3 % дітей у віці до 18 років та 9,8 % осіб у віці 65 років та старших.
Цивільне працевлаштоване населення становило 316 осіб. Основні галузі зайнятості: освіта, охорона здоров'я та соціальна допомога — 17,1 %, будівництво — 12,3 %, сільське господарство, лісництво, риболовля — 11,1 %.